# آنری کورنوله
آنری کورنوله (فرانسوی: Henri Cournollet‎; ۱۹ دسامبر ۱۸۸۲ – ۱۰ اوت ۱۹۷۱) ورزشکار کرلینگ اهل فرانسه بود.
وی در مسابقات کشوری و بین‌المللی در مجموع برندهٔ ۱ مدال برنز شده‌است.